# PBC CSKA Sofia
El PBC CSKA Sofia (en búlgaro: ПБК „ЦСКА“ София) es un equipo de baloncesto profesional búlgaro con sede en la capital Sofía y parte del club deportivo CSKA Sofia. Juega en la Liga de Baloncesto de Bulgaria.
El CSKA Sofia ha sido 12 veces campeón de Bulgaria y 18 veces campeón de la Copa de Bulgaria. Juegan sus partidos en casa en el pabellón Rumen Peychev de Sofia. En 2006 participaron en el torneo FIBA EuroChallenge.

## Palmarés
- Liga de Baloncesto de Bulgaria (12): 1949, 1950, 1951, 1965, 1967, 1977, 1980, 1983, 1984, 1990, 1991, 1992
- Copa de Bulgaria (18): 1953, 1955, 1962, 1963, 1973, 1974, 1977, 1978, 1980, 1981, 1984, 1985, 1989, 1990, 1991, 1992, 1994, 2005
- Euroliga (finalista): (1975)

## Jugadores
Los siguientes fueron baloncestistas importantes del CSKA:
- Dimitar Donev
- Kliment Kamenarov
- Georgi Maleev
- Tsvyatko Barchovski
- Temelaki Dimitrov
- Atanas Golomeev
- Petko Marinov
- Milko Arabadzhiyski
- Rumen Peychev
- Georgi Glouchkov
- Robert Gergov
- Omorogbe Nosa
- Allan Tošić
- Trevor Harvey
- Leandro Palladino

## Entrenadores
- Lyubomir Katerinski
- Iliya Semov
- Kosyo Totev
- Tsvyatko Barchovski
- Omurtag Kuzmanov
- Petko Marinov
- Rossen Barchovski
- Jaacob Gino